# Elecciones estatales de Mecklemburgo-Pomerania Occidental de 2002

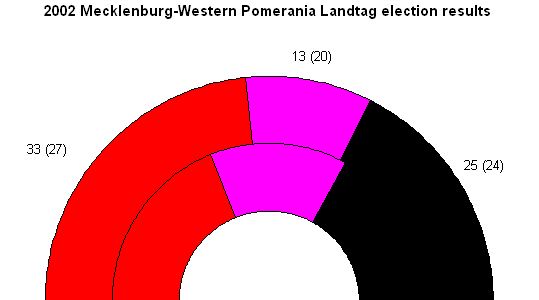
Escaños obtenidos por partido - SPD en rojo, PDS en morado y CDU en negro

La elección estatal de Mecklemburgo-Pomerania Occidental de 2002, se llevó a cabo el 22 de septiembre de 2002, para elegir a los miembros del Landtag de Mecklemburgo-Pomerania Occidental. Esta elección fue la primera vez en la que la coalición SPD/PDS ("roja-roja") tuvo que someterse a una verdadera prueba en las urnas. Se celebró en el mismo día que las elecciones federales de 2002 y las campañas de los partidos estatales fueron muy influenciadas por las cuestiones de la política federal. Harald Ringstorff se mantuvo en el cargo de primer ministro, en una coalición SPD-PDS.

## Resultados
La coalición en total, mantuvo sus votos y sus escaños, mientras que el PDS perdió votos y escaños en beneficio del SPD.
| Partido | Partido                                     | Votos   | Porcentaje de votos | Escaños | Porcentaje de escaños |
| ------- | ------------------------------------------- | ------- | ------------------- | ------- | --------------------- |
|         | Partido Socialdemócrata de Alemania (SPD)   | 394,118 | 40.6%               | 33      | 46.5%                 |
|         | Unión Demócrata Cristiana de Alemania (CDU) | 304,125 | 31.4%               | 25      | 35.2%                 |
|         | Partido del Socialismo Democrático (PDS)    | 159,065 | 16.4%               | 13      | 18.3%                 |
|         | Alianza 90/Los Verdes (GRÜNE)               | 25,402  | 2.6%                | 0       | 0.0%                  |
|         | Partido Democrático Liberal (FDP)           | 45,676  | 4.7%                | 0       | 0.0%                  |
|         | Partei Rechtsstaatlicher Offensive (Schill) | 16,483  | 1.7%                | 0       | 0.0%                  |
|         | Otros                                       | 25,162  | 2.6%                | 0       | 0.0%                  |
| Total   | Total                                       | 970,031 | 100.0%              | 71      | 100.0%                |